# Anisodera bloetei
Anisodera bloetei es una especie de coleóptero de la familia Chrysomelidae.
Fue descrita científicamente por primera vez en 1930 por Uhmann.